# Simone Atangana Bekono
Simone Atangana Bekono (1991) is een Nederlandse dichter en schrijver.

## Biografie
Atangana Bekono groeide op in het Brabantse Dongen als dochter van een Kameroense vader en een Nederlandse moeder. Na het Sint-Oelbertgymnasium in Oosterhout studeerde ze een tijd Media & Cultuur aan de Universiteit van Amsterdam. Deze studie heeft ze niet afgerond. In 2016 studeerde ze af in creative writing aan hogeschool ArtEZ.
Zij debuteerde in 2017 met de dichtbundel Hoe de eerste vonken zichtbaar waren, waarvoor zij de Poëziedebuutprijs aan Zee 2018 en het Charlotte Köhler Stipendium 2019 ontving. In 2019 riep de Volkskrant haar uit tot een van de literaire talenten van 2020.
In 2020 verscheen haar roman Confrontaties, waarin discriminatie en racisme centraal staan en de hoofdpersoon worstelt met angst, teleurstelling en woede. Het boek kwam op de shortlist voor de Libris Literatuurprijs 2021 en werd bekroond met de prijs Beste Boek voor Jongeren 2021 van de Stichting Collectieve Propaganda van het Nederlandse Boek (CPNB). Ook de Hebban Debuutprijs 2021 en de Anton Wachterprijs 2022 werden aan haar toegekend.
Ze trad twee keer op tijdens het literatuurfestival Winternachten, in 2017 en 2020.
De Universiteit van Amsterdam benoemde Atangana Bekono per 1 november 2022 tot 'Honorary Fellow' aan de Faculteit der Geesteswetenschappen van de Universiteit, met als leidraad 'Intimiteit in literatuur'.
Voor haar dichtbundel Marshmallow ontving Simone Atangana Bekono in 2024 de Jan Campert-prijs.

## Prijzen en nominaties

### Nominaties
- 2020 - Libris Literatuur Prijs (shortlist) voor Confrontaties
- 2021 - De Bronzen Uil (shortlist) voor Confrontaties
- 2023 - Libris Literatuur Prijs (longlist) voor Zo hoog de zon stond

### Prijzen
- 2018 - Poëziedebuutprijs aan Zee voor Hoe de eerste vonken zichtbaar waren
- 2019 - Charlotte Köhler Stipendium voor Hoe de eerste vonken zichtbaar waren
- 2021 - Beste Boek voor Jongeren van de Stichting Collectieve Propaganda van het Nederlandse Boek (CPNB) voor Confrontaties
- 2021 - Hebban Debuutprijs voor Confrontaties
- 2022 - Anton Wachterprijs voor Confrontaties
- 2024 - Jan Campert-prijs voor Marshmallow